# Hantverkargatan
Hantverkargatan est une rue de Kungsholmen à Stockholm en Suède.

## Situation
La rue s'étend du Stadshusbron à l'est jusqu'à Fridhemsplan à l'ouest et mesure environ 1 800 mètres de long.

## Histoire
Hantverkargatan était déjà mentionnée sous le nom de Handtwerkare gathun en 1644 et est donc probablement le nom de rue le plus ancien encore conservé de Kungsholmen. Le nom a été modifié lorsque la partie orientale de Kungsholmen a été incorporée à Stockholm et que l'urbanisme de Clas Larsson Fleming a également affecté cette partie. L’idée était que ce soient principalement des artisans qui s’y installent.
Les artisans étaient appelés Hantverkare et hantverksman et dans les sources des années 1640, il existe donc des désignations telles que Handtverksmänsgathon et Handtwärksgathan.
Comme la rue Hantverkargatan était la plus grande de la zone, ils aimaient mettre le préfixe « grande » (Stora). En 1667, le nom Stora Hantverksgatan a été enregistré.
Ce n'est qu'en 1672, lorsque le nouveau pont de Kungsholm fut construit (un précurseur du pont de l'hôtel de ville actuel), que Hantverkargatan obtint une liaison par pont avec Norrmalm. Grâce à cette liaison  directe, la rue est rapidement devenue la rue principale de Kungsholmen. Au XVIIème siècle, on l'appelait aussi Stora gatan ou Stora Kungsholmsgatan. Ce dernier nom fut utilisé jusque dans les années 1830.

## Bâtiments de la rue
| Image | N°    | Nom                         | Const.          | Architecte                         | Réf.  |
| ----- | ----- | --------------------------- | --------------- | ---------------------------------- | ----- |
|       | 1     | Hôtel de ville de Stockholm | 1923            | Ragnar Östberg                     |       |
|       | 5     | Monnaie royale              | 1850            | Johan Fredrik Åbom                 | [ 1 ] |
|       |       | Église de Kungsholm         | Mathias Spihler |                                    |       |
|       | 10–12 | Bananen 2 & 3               | 1910            | Hagström & Ekman                   |       |
|       | 22    | Vindruvan 10                | 1901            | Dorph & Höög                       |       |
|       | 29    | Ämbetshuset                 | 1926            | Axel Lindegren                     | [ 2 ] |
|       | 33    | Bergamotträdet 9            | 1885            | Adolf Emil Melander                |       |
|       | 45    | Landstingshuset             | 1834            | Carl Christoffer Gjörwell le Jeune | [ 3 ] |
|       | 49    | ex. Cinéma Rimondo          |                 |                                    |       |
|       | 67–69 | Lycée de Kungsholmen        | 1907            | Georg Ringström                    | [ 4 ] |
|       | 69-71 | Basaren                     | 2019            | Wingårdh arkitektkontor            | [ 5 ] |
|       | 74    | Caserne de pompiers         | 1931            | Gustaf Laurelius                   | [ 6 ] |
|       | 90    | Tegeltraven                 | 1898            | Erik Ulrich                        | [ 7 ] |

## Galerie

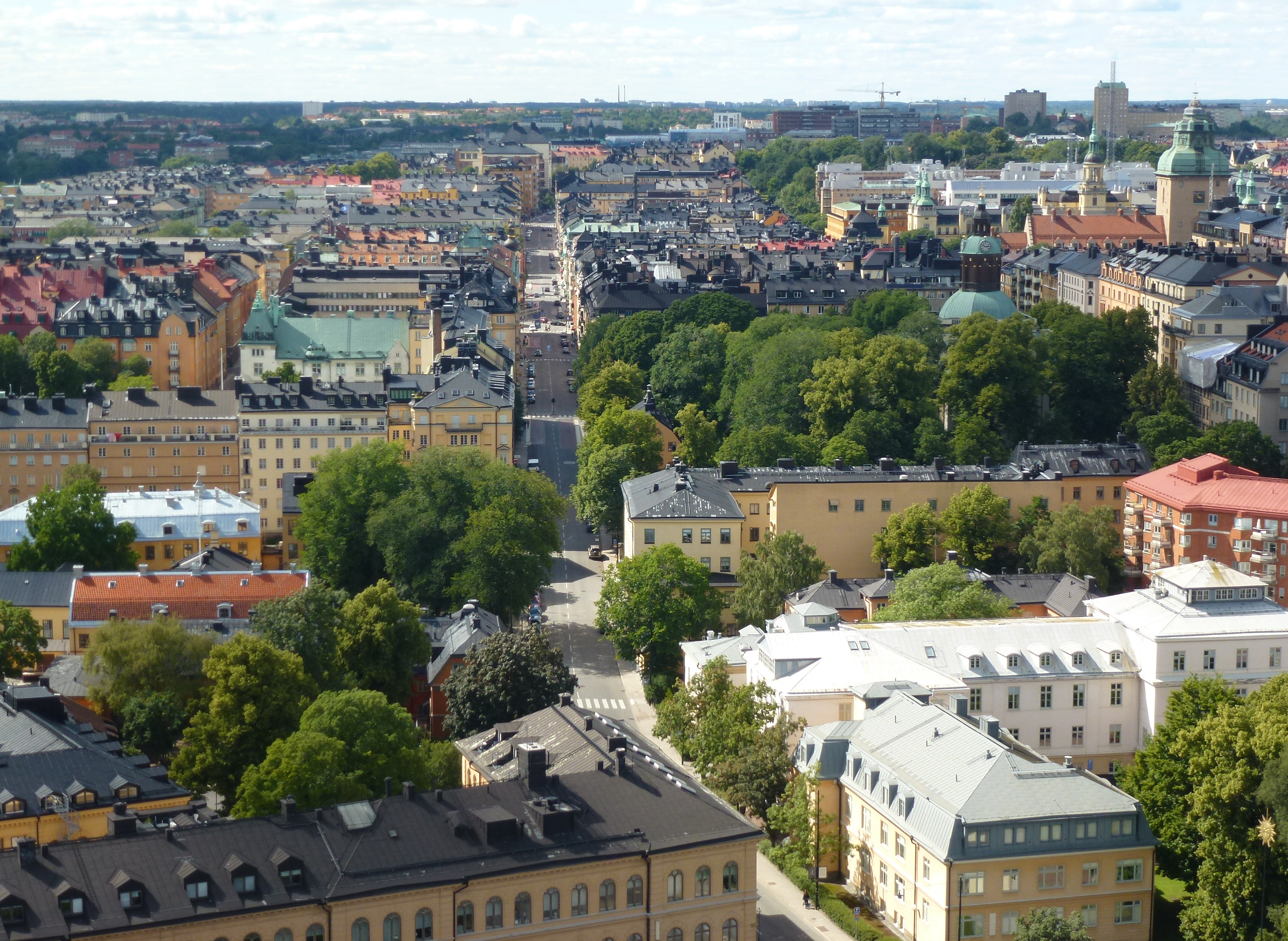
Hantverkargatan vue de la tour de l'hôtel de ville.
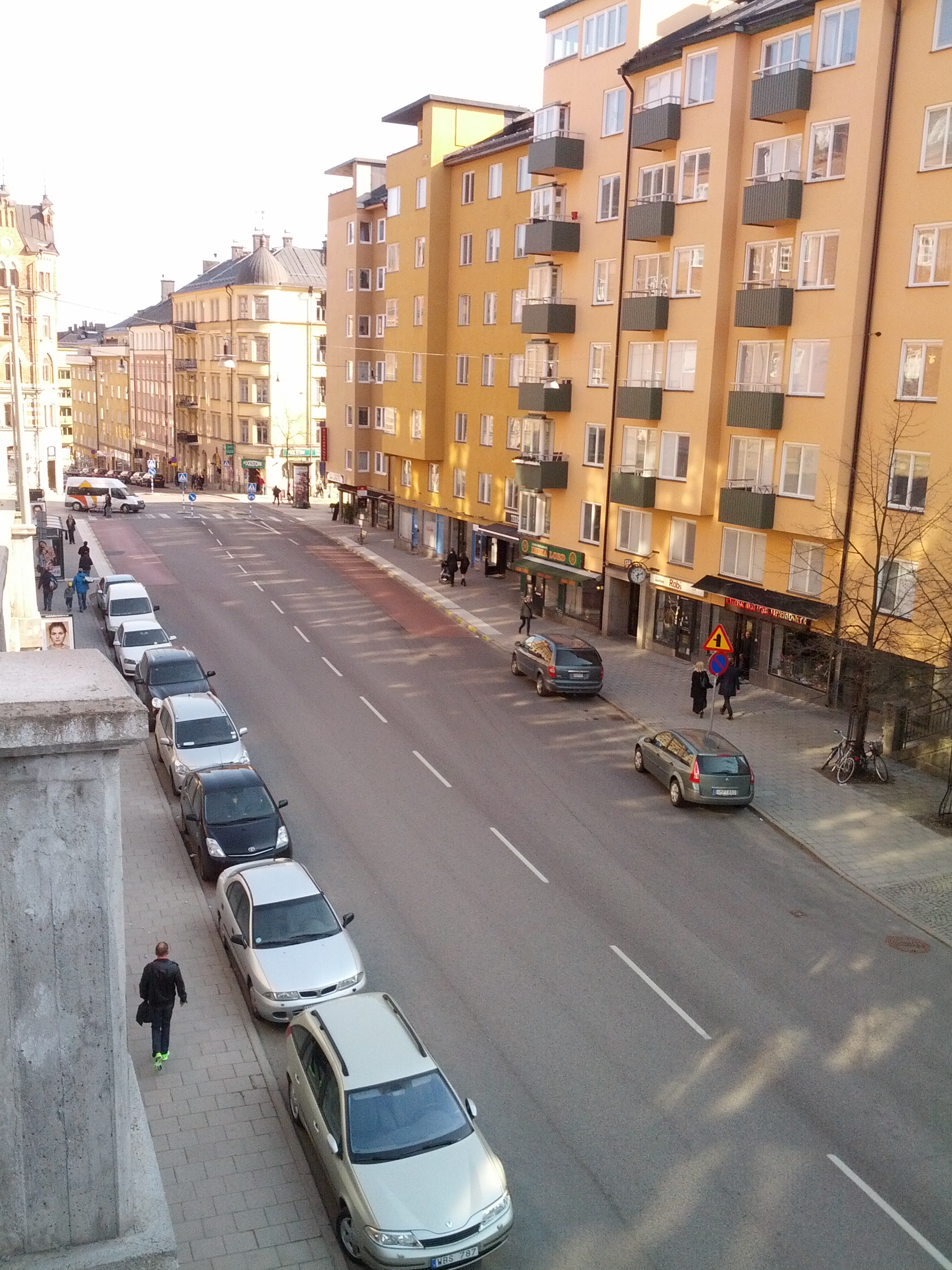
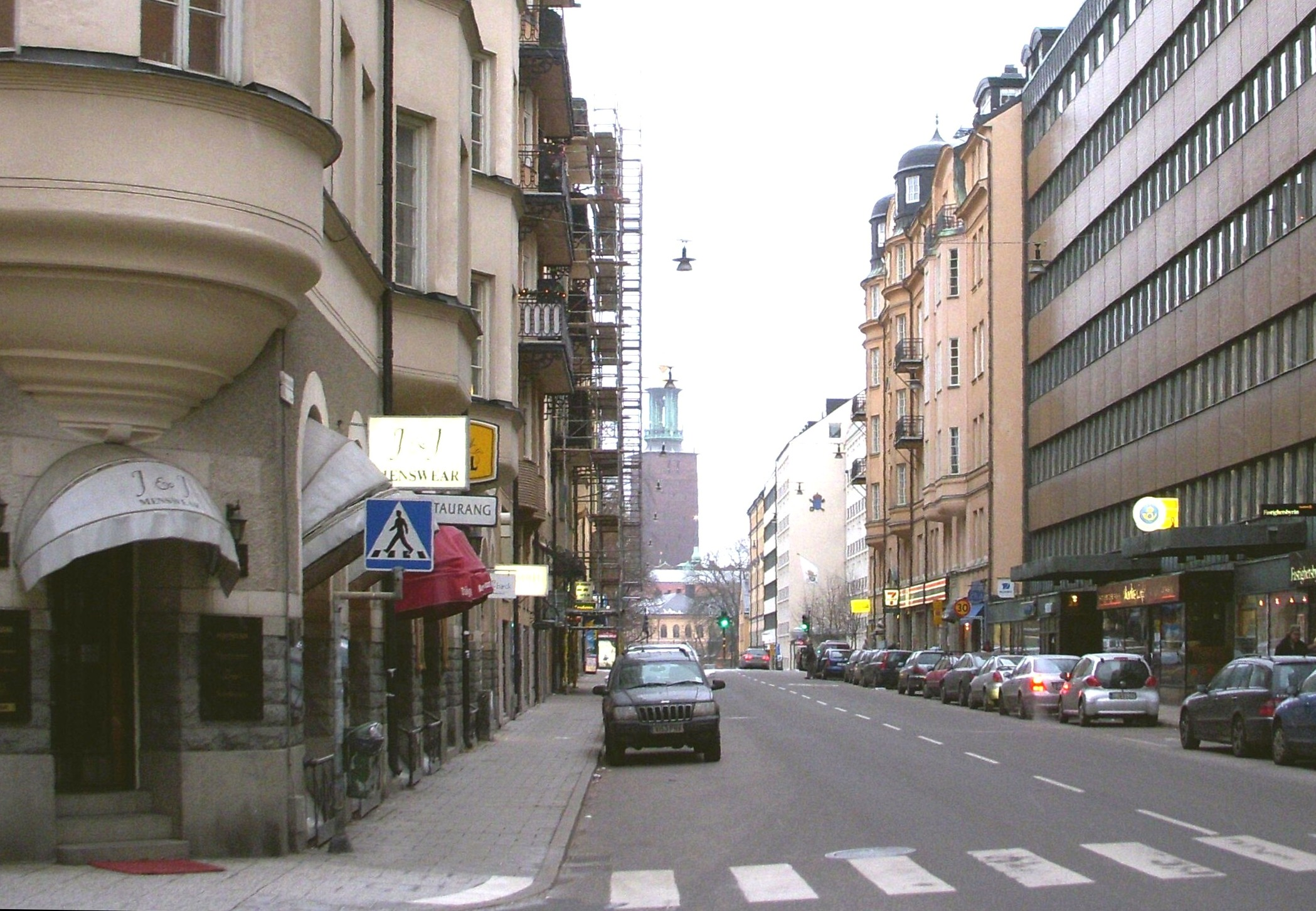
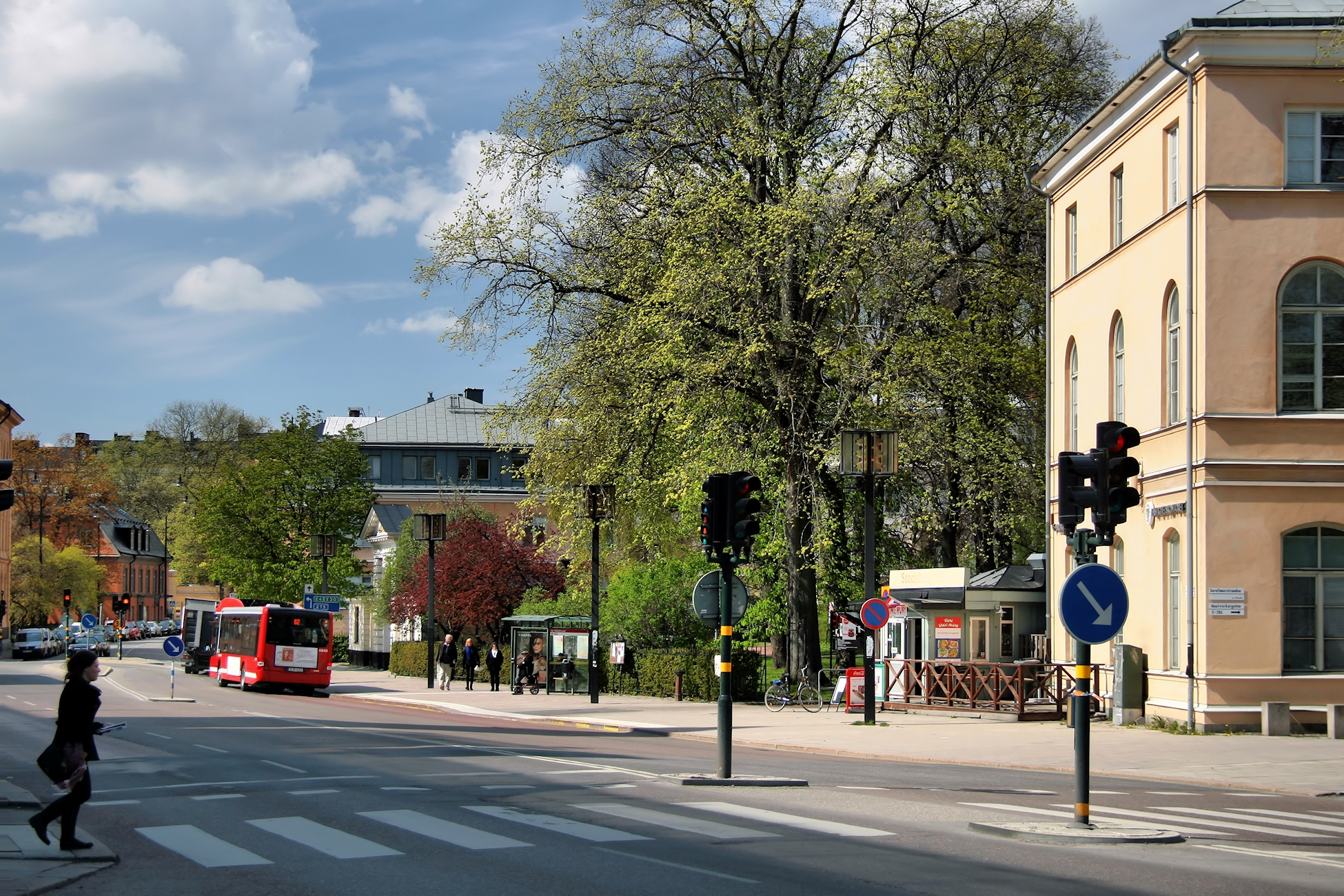